# 巫庫波卡梅斑
巫庫波卡梅斑是冥王星暗黑色指節套環系列中的一節。它的名稱源自Wuquub' Kameh [ʋuˈqʰuːɓ̥ kʰəˈmeh]，是瑪雅基切語的議會之書提到的七位死神之一。

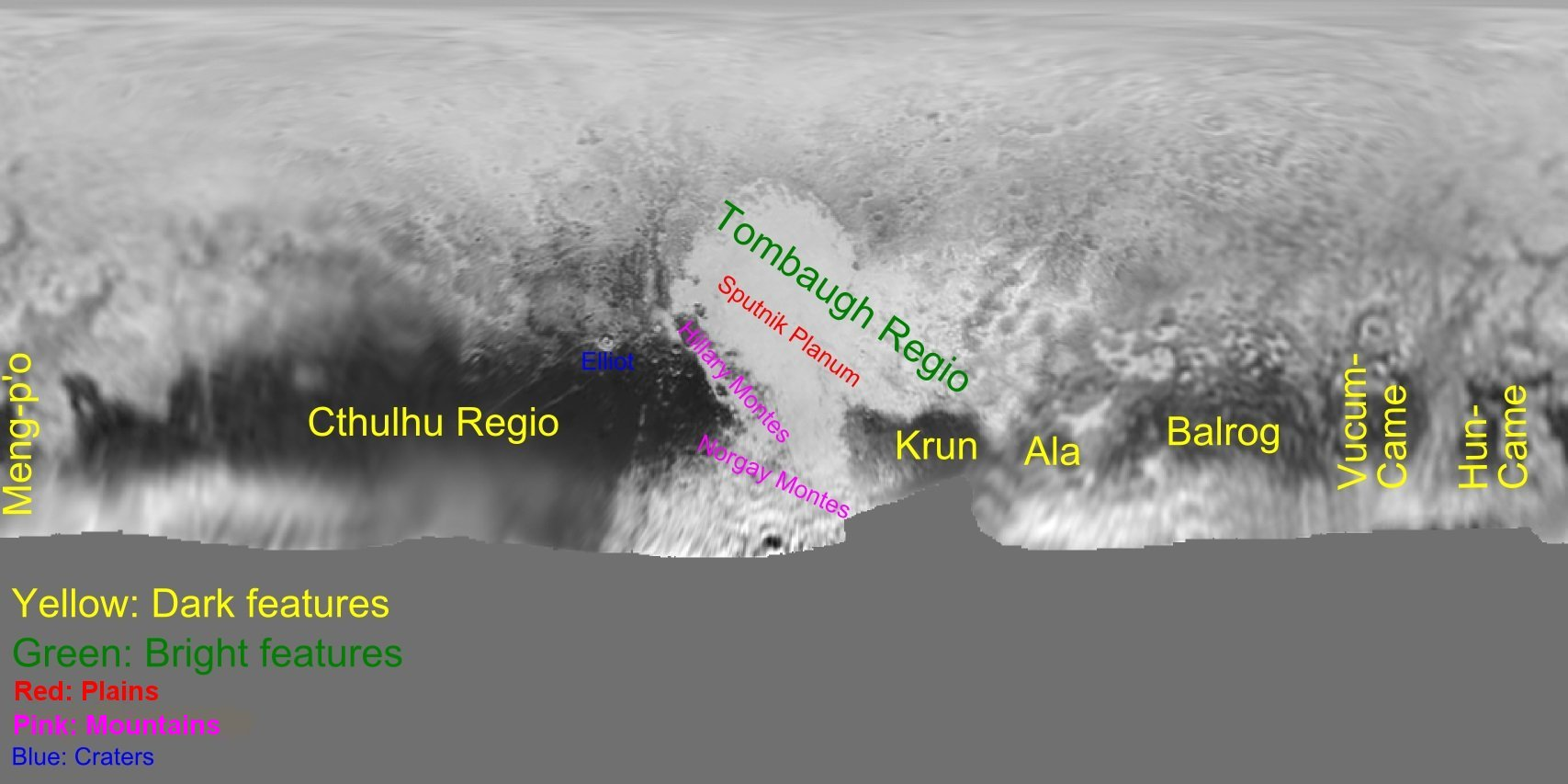
克蘇魯區和"指節套環"。巫庫波卡梅斑是在右邊的一個小暗區，就在匈卡梅斑的西邊。

## 註解
1. ↑  英語發音接近/vʊˈkuːb kəˈmeɪ/